# 07 (album)
07 šesti je studijski album hrvatske pop pjevačice Nine Badrić, kojeg 2007. godine objavljuje diskografska kuća Aquarius Records.
Album sadrži dvanaest skladbi, a na materijalu su zajedno s Ninom surađivala već provjerena producentska imena na hrvatskoj glazbenoj sceni poput Ante Gela, Baby Dooksa, Srđana Kurpjela, Nikše Bratoša i Dasha. Nina Badrić je dvije skladbe otpjevala u duetu i to "Kralj života mog" s istaknutom romskom pjevačicom Ljiljana Petrović-Buttler i "Ne dam te nikom" s američkim R&B pjevačem Montellom Jordanom. Osim ova dva dueta, materijal sadrži još nekoliko uspješnica a neke od njih su "Osjećaj", "Neka voda nosi ljubav", te "Imati pa nemati".
Skladba "Imati pa nemati", također je objavljena kao najavni singl, a nakon nje, Nina izdaje još jedan singl i to skladbu "Da se opet tebi vratim", koja je značajna i po tome što se na video spotu pojavljuje Goran Ivanišević.
Album je objavljen četiri godine nakon vrlo uspješnog albuma Ljubav, a u četiri godine između studijskih albuma, Nina je izdala jedan koncertni Ljubav za ljubav.

## Popis pjesama
| 1. "Kralj života mog" (4:24) - Akustična gitara - Ante Gelo - Prateći vokali - Daria Hodnik - Marinković, Ivana Čabraja, Jadranka Krištof - Bas gitara - Mladen Baraković - Lima - Vokal -Ljiljana Petrović - Buttler (duet) - Miks - Z. Vračević - Glazba, tekst, glazbeni urednik, vokal - Nina Badrić (duet) - Producent, aranžer, programer, urednik, supervizor - Baby Dooks - Snimatelj, urednik, miks - Miro Vidović 2. "Osjećaj" (3:57) - Prateći vokali - Daria Hodnik - Marinković, Ivana Čabraja, Jadranka Krištof - Bas gitara - Robert Vrbančić - Klavijature - Goran Kovačić - Mandolina - Miro Lesić - Mandolina, gitara - Ante Gelo - Glazba, tekst, vokal - Nina Badrić - Producent, aranžer, programer, urednik, miks, bas, supervizor - Baby Dooks - Snimatelj, urednik - Miro Vidović 3. "Nek voda nosi ljubav" (3:52) - Aranžer, truba] - Steve Sidwell - Urednik, producent, miks - Z. Vračević - Glazba, tekst - Gordan Muratović - Coki - Producent, aranžer, programer - Srđan Kurpjel - Programer, Pianino (Jazz), bas-gitara - Mario Takoushis - Snimatelj - Miro Vidović - Saksofon - Glen Berger 4. "Vlak" (5:26) - Harmonika - Mustafa Softić - Aranžer, producent, gitara, bas-gitara, klavijature, programer - Nikša Bratoš - Prateći vokali - Daria Hodnik - Marinković, Dragan Brnas, Ivana Čabraja, Jadranka Krištof, Vladimir Pavelić - Prateći vokal, tehničar - Muc Softić - Bubnjevi, Udaraljke - Dalibor Marinković - Tehničar, miks - Goran Martinac - Miks vokala - Miro Vidović - Glazba, tekst - D. Dervišhalidović - Orgulje (Hammond) - Neven Frangeš - Snimatelj (Hammond orgulja) - Marijan Brkić 5. "Da se opet tebi vratim" (4:14) - Aranžer žičanih instrumenata - Stewart Lane - Aranžer, gitara, mandolina - Goran Kovačić - Goksy - Aranžer, klavijature, programer - Srđan Kurpjel - Prateći vokali - Mirza Tetarić - Bas gitara, pianino - Mario Takoushis - Bubnjevi (Asma Davul) - Volkan Ganakkaleli - Urednik (bubnjeva), miks - Z. Vračević - Gitara, mandolina - Alexander Bensaid - Miks - Miro Vidović - Glazba, tekst - Aleksandra Milutinović - Ostalo (Duduk) - Gurkan Gakman - Žičani instrumenti - Anis Končić, Evelin Šegović, Nevio Končić, Šimun Končić 6. "Ne dam te nikom" (4:09) - Harmonika - Ninoslav Ademović - Prateći vokali - Daria Hodnik - Marinković, Ivana Čabraja, Jadranka Krištof - Bas gitara - Robert Vrbančić - Bubnjevi - Marko Matošević - Urednik (vokal) - Baby Dooks - Klavijature - Goran Kovačić - Glazba, tekst, vokal - Nina Badrić - Producent, aranžer, gitara - Ante Gelo - Snimatelj - Dragan Čačinović - Snimatelji, urednik, miks - Miro Vidović | 1. "Moje ludilo" (3:38) - Bas gitara - Robert Vrbančić - Bubnjevi - Marko Matošević - Vokal - Nina Badrić - Klavijature - Goran Kovačić - Glazba, tekst - Aleksandra Milutinović - Producent, aranžer, gitara, mandolina - Ante Gelo - Snimatelj, urednik, miks - Miro Vidović 2. "Dodiri od stakla" (3:22) - Prateći vokali - Daria Hodnik - Marinković, Ivana Čabraja, Jadranka Krištof - Bas gitara - Robert Vrbančić - Bubnjevi - Marko Matošević - Vokal - Nina Badrić - Klavijature - Goran Kovačić - Glazba, tekst - Aleksandra Milutinović - Producent, aranžer, gitara - Ante Gelo - Snimatelj, urednik, miks - Miro Vidović 3. "Sila prirode" (3:57) - Korus - Klapa 'Subrenum' - Bubnjevi (Asma Davul) - Volkan Ganakkaleli - Urednik, miks - Z. Vračević - Miks - Miro Vidović - Glazba, tekst, prateći vokal - Andrea Čubrić - Producent, aranžer, klavijature, programer, bubnjevi - Srđan Kurpjel 4. "Iz inata" (3:45) - Prateći vokali - Daria Hodnik - Marinković, Ivana Čabraja, Jadranka Krištof - Bas gitara - Robert Vrbančić - Bubnjevi - Marko Matošević - Gitara - Ante Gelo, Dalibor Matošević - Klavijature - Goran Kovačić - Glazba, tekst, vokal - Nina Badrić - Producent, aranžer, programer, supervizor - Baby Dooks - Snimatelj - Miro Lesić - Snimatelj, urednik, miks - Miro Vidović 5. "Imati pa nemati" (4:01) - Aranžer, Violončelo - Thomas Burić - Prateći vokali - Andrea Čubrić, Kristina Petravić, Mirza Tetarić - Tekst - Ante Pecotić - Glazba, tekst, vokal - Nina Badrić - Producent, aranžer, miks, programer, urednik, supervizor - Dash - Snimatelj, urednik, miks - Miro Vidović - Violina, gitara - Matija Miletić 6. "Ne dam te nikom'" (5:05) - Harmonika - Ninoslav Ademović - Prateći vokali - Daria Hodnik - Marinković, Ivana Čabraja, Jadranka Krištof - Bas gitara - Robert Vrbančić - Bubnjevi - Marko Matošević - Vokal - Montell Jordan (duet) - Klavijature - Goran Kovačić - Glazba, tekst, vokal - Nina Badrić - Producent, aranžer, gitara - Ante Gelo - Snimatelj, urednik, miks - Miro Vidović |

## Produkcija
- Mastered - Chris Athens (Sterling Sound Studio, New York)
- Dizajn - Dubravka Zglavnik Horvat
- Fotografija - Marko Grubišić

## Vanjske poveznice
- Discogs.com - Nina Badrić - 07